# Radio communautaire
 (25 octobre 2016).
Une radio communautaire désigne une radio faite par et pour une communauté, qu'elle soit géographique, sociale, ethnique ou autre. Un peu l'équivalent des radios associatives au Canada.

### Externe
- définition par l'AMARC